# Kalandsholmen
Kalandsholmen est une île norvégienne du comté de Hordaland appartenant administrativement à Bergen.

## Description
Rocheuse et couverte d'arbres, elle s'étend sur environ 337 m de longueur pour une largeur approximative de 145 m. Elle compte deux habitations. 